# Битка на Чемерну
Битка на Чемерну је битка Првог светског рата 11. новембра 1915.
У периоду од 7. до 14. новембра 1915. године (по старом календару од 25. октобра до 1. новембра) на Врановцу, Троглаву и Чемерну водиле су се жестоке борбе између српскоцрногорске и аустроугарске војске у склопу одбране Србије од армија Централних сила. Аустроугарска војска је намеравала да пресече ибарску долину и онемогући повлачење главнине српских армија.
Према речима историчара Јована Радовића, Србија је спасена на овом планинском врху!

## Битка
На такозваном југозападном фронту, у одбрани краља, отаџбине и темеља српске државе, биле су Прва и Друга армија, са око 36 000 људи од Александровца до Ивањице. На Чемерну је дејствовало 17600 војника, а око 4500 волова и коња вукло је топове. Са нашег подручја борили су се Студенички одред, Ужичка војска, друго и трећепозивци из Ужица, Косјерића, Пожеге, Ариља и делом Ивањице. Највећи број погинулих био је на Чемерну и простору званом Смрдључ. А Смрдључ није случајно добио тај назив. Потомци преживелих бораца кажу да је Смрдључ добио назив због непријатног мириса који се ширио од распаднутих тела погинулих војника.
Тог 11. новембра 1915. године пао је снег преко метра. Аустријанци, предвођени генералом Кевешом изгубили су 625 људи које су покопали када је окопнио снег, а када су се промениле политичке прилике, 1935. године платили да се ископају и пребаце у отаџбину. Кости наших предака још су расуте по овој планини. Никада није направљена листа погинулих, никада ни један војник није достојно сахрањен, а подаци говоре да је у овом важном боју страдало око 2000 српских војника.

## Значај
Значај ове неправедно заборављене битке је у томе што је она успорила напредовање непријатеља према Студеници, чиме је осигурана одступница Србија за повлачење преко Албаније и Црне Горе. Крајем 1915. године српска војска је била у дефанзиви, нападнута са три стране, а краљ, команда, главнина војске и много народа налазили су се на подручју Рашке док су наши јунаци одолевали Аустро-Угарима на Чемерну. То је била последња одбрана, којој је претходило неколико мањих сукоба на Троглаву, Јелици, Врановцу и другим местима на потезу од Краљева ка Студеници.
На Чемерну су и данас видљиви остаци ровова, који сведоче о страдању српских одреда који су штитили одступницу државном и војном врху, војсци и народу и тако, омогућивши њихово уништење и дајући значајан допринос очувању и каснијем васкрсу државе српске након албанске голготе и Солунског фронта.

## Сећање
Помен на ове ратнике организовали су потпомци погинулих ратника Студеничког одреда Дринске дивизије и Ужичке војске, братство „Јован Бојовић“ из Краљева, удружење „Краљевина Србија“, мештани околних села, град Краљево, општине Ивањица и Лучани и многобројни поштоваоци краљевских ратника Србије, Надибра, Драгачева и Старог Влаха.
У част палим борцима подигнут је крст, мало испод самог врха планине, где се сваке године одржава поменути помен. У плану је и изградња спомен-капеле, где ће бити постављене мермерне плоче са именима погинулих, која буду пронађена у архивама.